# Fighter Within
Fighter Within est un jeu vidéo développé par Daoka et édité par Ubisoft. Il est sorti le 22 novembre 2013 et fait partie des jeux du lancement de la Xbox One. Il exploite le nouveau capteur Kinect.

## Système de jeu
Le gameplay de Fighter Within est basé sur le nouveau Kinect 2.0 : il faut donc réaliser divers mouvements pour pouvoir donner des coups à son adversaire ou se protéger. Pour taper, le joueur doit donner des coups de poing en bas ou en haut en fonction de l'endroit où l'on veut frapper. Il est également possible de réaliser des coups de pied.
On peut également interagir avec le décor en pratiquant certaines actions ou pour pouvoir donner des coups spéciaux. Il faut gagner 2 manches différentes pour remporter le combat.

## Contenu
Au niveau contenu, il y a 12 personnages différents et possédant chacun leurs propres coups spéciaux. On trouve aussi différentes arènes se trouvant aux 4 coins du monde.
Le jeu est composé d'un tutoriel pour apprendre les bases du gameplay et 4 modes de jeu :
- Le Mode Entraînement qui permet au joueur de s'entraîner et de s'améliorer ;
- Le Mode Arcade permettant d'affronter 8 combattants à la suite ;
- Le Mode Duel permettant d'affronter l'IA ;
- Le Mode Multi Local 1v1 où 2 joueurs s'affrontent.

## Accueil critique
Il reçut de mauvaises critiques par la presse malgré un gameplay novateur mais mal exploité et perfectible.